# Зарубина, Елена Михайловна
Елена Михайловна Зарубина (Плотникова) (р. 26 июля 1978, Москва) — российская волейболистка. Серебряный призёр Олимпийских игр 2004, двукратный бронзовый призёр чемпионатов мира, двукратная чемпионка Европы, 4-кратная чемпионка России. Заслуженный мастер спорта.

## Биография
Волейболом начала заниматься в 1986 году в ДЮСШ Волгоградского района города Москвы у заслуженного тренера России Н. А. Толковой.
Выступала за команды:
- 1995—1997 —  «Россы» (Москва);
- 1997—1998 —  «Малахит» (Екатеринбург);
- 1998—1999, 2000—2001, 2002—2003, 2004—2006, 2007—2008 —  «Уралочка» (Екатеринбург);
- 1999 —  «Джонсон Мэттью» (Рубьера);
- 1999—2000 —  «Коджаелиспор» (Коджаели);
- 2001—2002 —  «Аэрофлот-Малахит» (Екатеринбург);
- 2003—2004 —  «Динамо» (Московская область)
- 2012—2013 —  «Динамо» (Краснодар).

4-кратная чемпионка России (1999, 2001, 2003, 2005), серебряный (2002, 2004) и бронзовый (2008) призёр российских первенств. Бронзовый призёр Кубка России 2012. Обладательница Кубка вызова 2013.
В сборной России выступала в 1998—1999 и 2001—2004 годах. В её составе: серебряный призёр Олимпийских игр 2004 года, двукратный бронзовый призёр чемпионатов мира (1998 и 2002), призёр Всемирного Кубка чемпионов 2001, неоднократный победитель и призёр Гран-при, двукратная чемпионка Европы (1999, 2001). В 1997 году в составе студенческой сборной России стала чемпионкой летней Универсиады.
2 ноября 2013 года Елена Зарубина открыла свою Школу волейбола ПЛОТИК для детей, подростков и взрослых.

## Награды и звания
- Заслуженный мастер спорта России
- Медаль ордена «За заслуги перед Отечеством» II степени (3 октября 2006) — за большой вклад в развитие физической культуры и спорта, высокие спортивные достижения[2]